# Gizela Agnieszka Anhalt-Köthen
Gisela Agnes (ur. 21 września 1722 w Köthen, zm. 20 kwietnia 1751 w Dessau) – księżniczka Anhalt-Köthen z dynastii askańskiej, poprzez małżeństwo księżna Anhalt-Dessau.
Urodziła się jako córka księcia Anhalt-Köthen Leopolda i jego pierwszej żony księżnej Fryderyki Henrietty.
25 maja 1737 w Bernburgu poślubiła przyszłego księcia Anhalt-Dessau Leopolda II. Para miała siedmioro dzieci:
- Leopolda III (1740–1817)
- księżniczkę Ludwikę (1742–1743)
- księżniczkę Henriettę Katarzynę (1744–1799)
- księżniczkę Marię Leopoldynę (1746–1769)
- księcia Jana Jerzego (1748–1811)
- księżniczkę Kazimierę (1749–1778)
- księcia Alberta Fryderyka (1750–1811)